# 川南奉公路
川南奉公路是中華人民共和國上海市浦東新區和奉賢區的一條道路，該道路北起華夏高架路與東川公路相連，南與南奉公路相連，全長约42公里，因興建時途徑川沙縣、南匯縣、奉賢縣，故得名川南奉公路。該道路附近原來為護塘海堤，1962年改建為道路。

## 主要交会道路（北向南）
- 华夏东路（华夏高架路）接东川公路
- 华洲路/华川路
- 迎宾高速
- 川六公路
- 闻居路
- 华星路
- 申嘉湖高速
- 下盐路
- 拱极路
- 人民东路
- 沪南公路
- 东大公路
- 南芦公路
- 新四平公路
- 团青公路
- 四平公路、天鹏街
- 瓦洪公路
- 新奉公路接 南奉公路